# Тюлюкское сельское поселение
Тюлю́кское се́льское поселе́ние — муниципальное образование в Катав-Ивановском районе Челябинской области Российской Федерации. В рамках административно-территориального устройства муниципальное образование  соответствует административно-территориальной единице Тюлюкский сельсовет.
Административный центр — село Тюлюк.

## История
Статус и границы сельского поселения установлены Законом Челябинской области от 9 июля 2004 года № 241-ЗО «О статусе и границах Катав-Ивановского муниципального района, городских и сельских поселений в его составе»

## Население
| 2002 | 2010 | 2011 | 2012 | 2013 | 2014 | 2015 |
| ---- | ---- | ---- | ---- | ---- | ---- | ---- |
| 392  | ↘325 | ↘323 | ↗343 | ↘336 | ↘333 | ↘328 |
| 2016 | 2017 | 2018 | 2019 | 2020 | 2021 |      |
| ↘320 | ↘314 | ↘310 | ↘306 | ↗308 | ↘256 |      |

## Состав
| № | Населённый пункт | Тип населённого пункта       | Население |
| - | ---------------- | ---------------------------- | --------- |
| 1 | Александровка    | посёлок                      | ↗22       |
| 2 | Кордонный        | посёлок                      | ↘79       |
| 3 | Тюлюк            | село, административный центр | ↘224      |